# Richard Donner
Richard Donner (tên khai sinh: Richard Donald Schwartzberg, 24 tháng 4 năm 1930 - 5 tháng 7 năm 2021) là một đạo diễn và nhà sản xuất phim điện ảnh và truyền hình. Sau khi đạo diễn phim kinh dị The Omen (1976), Donner trở nên nổi tiếng khi đạo diễn phim siêu anh hùng hiện đại đầu tiên, Superman với sự tham gia của Christopher Reeve. Sau đó Donner tiếp tục đạo diễn một số phim khác như The Goonies (1985) và Scrooged (1988), trong khi hồi sinh dòng phim bạn thân với Lethal Weapon (1987) cũng như các phần tiếp nối. Ông và vợ mình là nhà sản xuất Lauren Shuler Donner là chủ sở hữu công ty The Donner's Company, nổi tiếng với công việc sản xuất loạt phim X-Men. Năm 2000, ông vinh dự nhận được giải thưởng của chủ tịch từ Viện Hàn lâm phim khoa học viễn tưởng, kỳ ảo và kinh dị. Nhà sử học điện ảnh Michael Barson viết về Donner là "một trong những nhà làm phim bom tấn hành động đáng tin cậy nhất ở Hollywood".

## Tiểu Sử
Là con trai của một nhà sản xuất đồ nội thất, Richard Donner đang theo học ngành kinh doanh trong khi theo học các khóa học về sân khấu tại Đại học New York. Một cách hợp lý, anh ấy xuất hiện lần đầu tiên với vai trò diễn viên bổ sung cho các chương trình "thử nghiệm". Sau đó, nó được tìm thấy trong bộ phim truyền hình của Martin Ritt, Of Human Bondage . Nhưng việc khai thác diễn xuất của anh ấy khiến mọi người, bao gồm cả chính anh ấy lạnh lùng. Do đó, ông chuyển sang làm đạo diễn và làm việc cho truyền hình với các đạo diễn như Sidney Lumet, John Frankenheimer và Arthur Penn.
Năm 1958, ông chuyển đến Los Angeles và đạo diễn quảng cáo, phim tài liệu và phim công ty. Anh ấy có được thành công lớn đầu tiên với truyền hình, đạo diễn Steve McQueen trong một tập phim In the Name of the Law . Một kinh nghiệm giúp anh có được nhiều tập của loạt phim đình đám: On the Trail of Crime , Cannon , Perry Mason , The Streets of San Francisco , The Mysteries of the West , The Bronk và The 4th Dimension .
Năm 1961, ông thực hiện bộ phim đầu tiên của mình, X-15 , tiếp theo là Salt, Pepper và Thuốc nổ năm 1968. Sau một số bộ phim điện ảnh, cuối cùng ông đã được công nhận vào năm 1976, với việc phát hành La Malégement , một bộ phim tuyệt vời. Rõ ràng là cảm thấy thoải mái trong thể loại này, anh ấy được giao phó việc hiện thực hóa Siêu nhân , cùng với Christopher Reeve, người biết đến một thành công to lớn. Năm 1985, ông đạo diễn một bộ phim phiêu lưu dành cho thanh thiếu niên The Goonies . Kể từ đó, với cuộc gặp gỡ với nam diễn viên Mel Gibson, người chủ yếu trở thành diễn viên yêu thích của anh ấy, anh ấy đã cho ra đời loạt phim Lethal Weapon .đã thu về cho anh ấy hơn một tỷ đô la, sự hợp tác giữa anh ấy và nam diễn viên sẽ tiếp tục với bộ phim hài Maverick và bộ phim kinh dị Plots . Nhà làm phim đã đạo diễn vào năm 1988 Fantômes en fête , bộ phim hành động Assassins năm 1995.
Năm 2006,Superman 2: The Richard Donner Cut  được phát hành trên video, đây là phiên bản cập nhật của Superman 2 (1980). Ông đã bị sa thải khỏi dự án sau vụ nổ súng của bộ phim đầu tiên và nhiều trình tự của 2 nd (hai bộ phim bị bắn liên tiếp). Ông đã được thay thế bởi Richard Lester người, theo nhiều người hâm mộ, đã tàn sát những 2 nd  phim. Sau nhiều chỉ trích, Warner Bros. đã cho phép Richard Donner lắp ráp lại bộ phim, theo ý tưởng ban đầu,  .

Hơn nữa, nó đã tạo ra Thế hệ mất tích của Joel Schumacher, Willy (1 và 2). Trong khi đó, anh vẫn là đồng sản xuất với Joel Silver, David Giler, Walter Hill và Robert Zemeckis của Tales from the Crypt . Ông thành lập công ty sản xuất Donners 'Company, cùng với vợ Lauren Shuler Donner.